# إيرسن كجك
إيرسن كجك (يُكتب بالأحرف العربيَّة بالجيم الثُلاثية: «كُچُك»، ويُلفظ «كُتْشُك» أو «كُوتْشُوك») (بالتركية: İrsen Küçük)‏ (1940 في نيقوسيا - 10 مارس 2019 ) سياسي من قبرص الشمالية.